# SK-105 Kürassier
Il SK-105 Kürassier è un carro armato leggero austriaco armato con cannone rigato calibro 105 mm in torretta oscillante. Si stima sia stato prodotto in più di 700 esemplari.

## Storia
Il SK-105 fu sviluppato dalla Saurer-Werk (ora Steyr-Daimler-Puch) per rispondere al requisito dell'Esercito austriaco per un mezzo anticarro. Il primo prototipo fu realizzato nel 1967 e la consegna degli esemplari di pre-produzione iniziò nel 1971.

## Descrizione
Il SK-105 è basato sull'APC Saurer 4K 4FA considerevolmente modificato. Lo scafo è in acciaio saldato ed è diviso in tre comparti: quello frontale per il pilota, la camera di combattimento al centro ed il vano motore dietro. Grazie al suo peso ridotto il carro può essere trasportato su aerei della classe C-130 Hercules. La torretta è basata su un progetto francese, sviluppato per il carro AMX-13. Il cannone da 105 mm può penetrare 360 mm di corazzatura omogenea. La corazzatura frontale resiste ai proiettili perforanti da 20 mm, mentre la corazzatura laterale e posteriore è efficace contro le armi portatili soltanto. Le corazzature aggiuntive, disponibili per la parte frontale di scafo e torretta, aumentano la protezione fino ai proietti APDS da 35 mm.
Il pilota siede frontalmente a sinistra; la sua postazione è dotata di tre iposcopi sul portello, mentre in caso di pioggia può essere installato un piccolo parabrezza con tergicristalli; il periscopio centrale può essere sostituito da un visore notturno passivo. Sulla destra del pilota sono posizionate la riservetta per le munizioni del cannone e le batterie. Il vano motore posteriore, che ospita il propulsore e la trasmissione, è dotato di estintore attivabile sia manualmente che in automatico.
La torretta oscillante è simile a quella del carro leggero francese AMX-13. Il capocarro prende posto sul lato sinistro della torretta, mentre il cannoniere puntatore su quello destro. Il capocarro dispone di sette iposcopi e di un visore notturno ad infrarossi con ingrandimento 6×. La postazione del cannoniere dispone di due periscopi di osservazione e di un mirino telescopico. Grazie al design a torretta oscillante, tutti gli organi di mira sono solidali con l'armamento primario e secondario. Sul cielo della torretta è montato il telemetro laser CILAS TCV 29 (portata da 400 a 9.995 m). Un faro XSW-30-U 950 W a luce bianca/infrarossa è fissato sulla sinistra della piastra frontale. La torretta è dotata di ventola di aspirazione per i fumi di sparo dell'armamento. Tutte le versioni del SK-105 sono armate con il cannone da 105 mm designato G1, con sistema di caricamento automatico che permette di ridurre l'equipaggio a soli 3 uomini. La dotazione di ogni carro è di 42 colpi, compresi i 6 colpi contenuti in ognuno dei due magazzini rotanti. Dopo ogni tiro il bossolo spento viene espulso automaticamente dal retro della torretta attraverso una botola incernierata a sinistra. Il treno di rotolamento è composto da 5 ruote portanti; le caratteristiche dello scafo sono pensate per l'impiego su terreno montuoso, come dimostrato dalla pendenza superabile, nettamente superiore a quella dei carri da battaglia più pesanti.

## Varianti
- SK-105 A1
- SK-105 A2
- Greif: veicolo recupero.

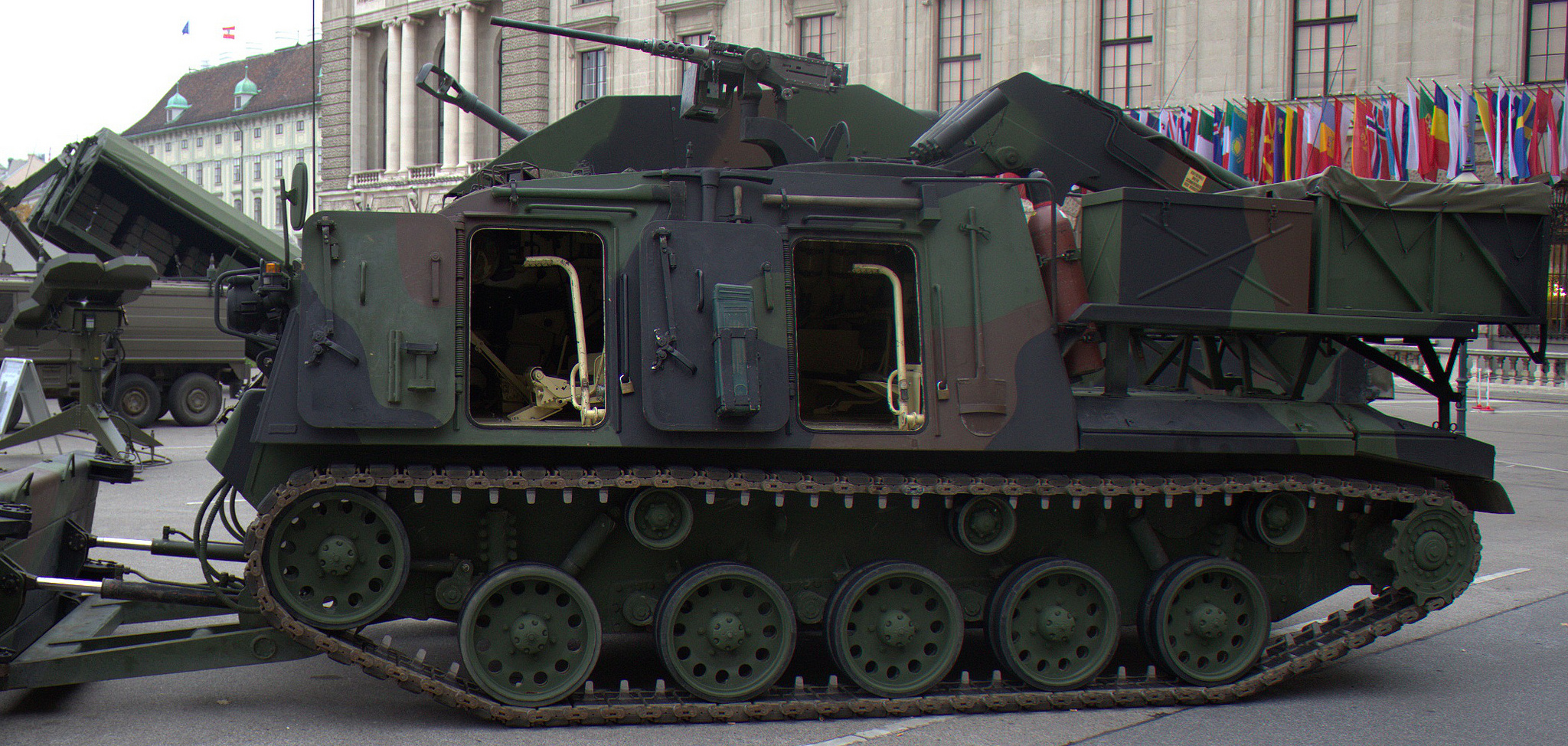
Carro pioniere Pionierpanzer A1.

- Pionierpanzer A1: versione carro pioniere.

### Derivati

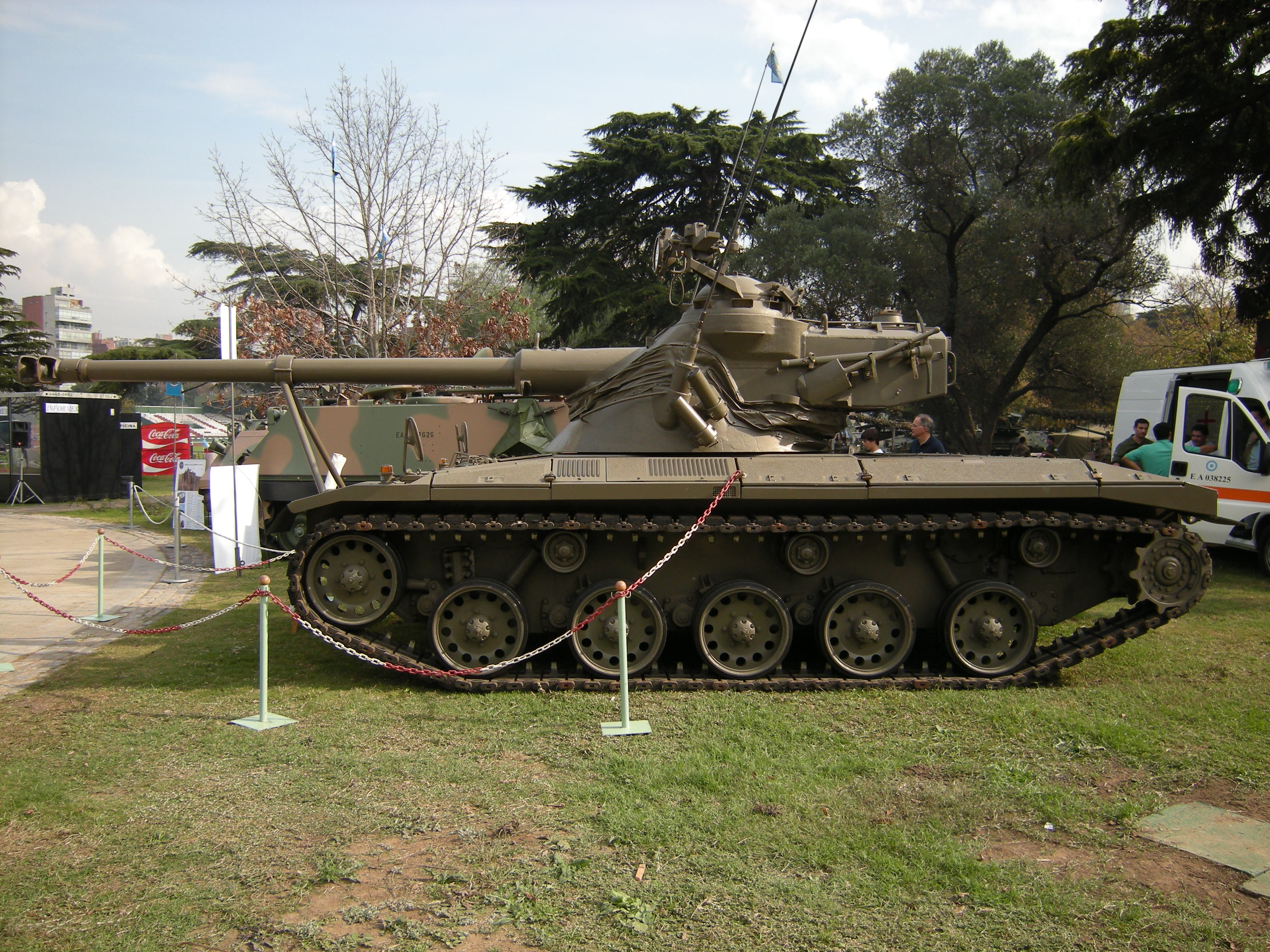
Carro leggero Patagón, Maggio 2008, Argentina.

L'Argentina nei primi anni 2000 ha sviluppato il carro leggero Patagón, con scafo SK-105 e torretta di AMX-13. Il prototipo è stato presentato nel novembre 2005. Il completamento della conversione di 39 veicoli è stata prevista per il 2009, ad un costo stimato di 23,5 milioni di dollari.

## Utilizzatori
- Argentina: 118[5].
- Austria: 286.
- Bolivia: 54.
- Botswana: 52.
- Brasile: 17.
- Marocco: 120.
- Tunisia: 55-80.